# Renouveau folk britannique
Le renouveau folk britannique désigne le regain de faveur des musiques traditionnelles des Îles Britanniques, auprès des citoyens de tout le Commonwealth. Il plonge ses racines dans l'entreprise de recueil des pièces de musique folkloriques et leur réinterprétation au cours du XVIIIe siècle. Il a connu deux grands rebondissements, l'un à l'époque édouardienne, l'autre au milieu du XXe siècle. Le premier marque un regain d’intérêt général pour l'écoute et la pratique de la musique folklorique ; le second s'inscrit dans l'émergence de la musique folk contemporaine. Tous deux ont exercé un profond impact sur le développement de la musique classique britannique et la création d'une école proprement nationale : ils sont à l'origine de la sous-culture des troupes folkloriques et des festivals folk, du folk progressif et du rock celtique pour ne citer que quelques-unes des nouvelles branches.

## Les origines

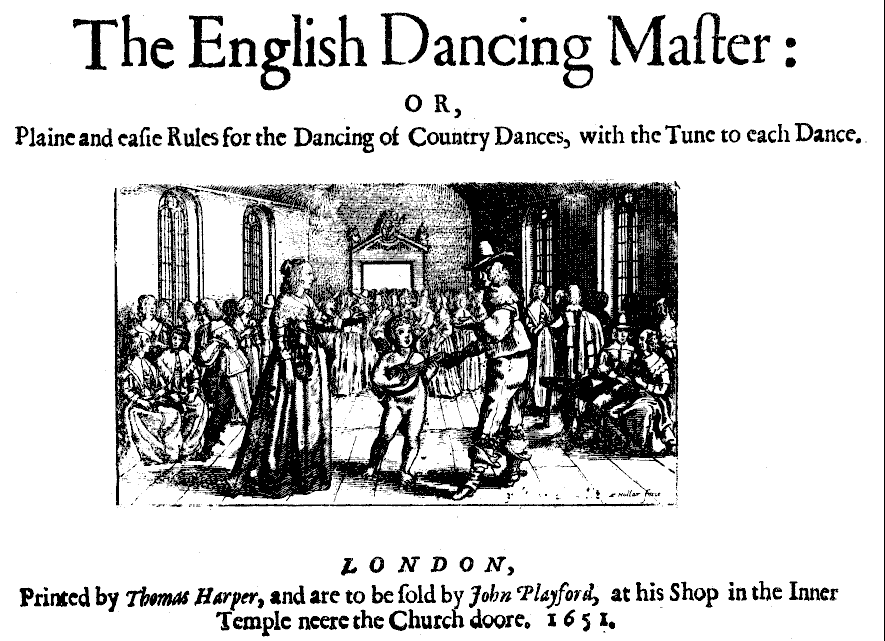
Frontispice de l'édition princeps de The Dancing Master (1651).

Les bouleversements socio-culturels qui ont marqué la société britannique au cours de l'ère moderne, ont suscité à partir du milieu du XVIIe siècle un élan de redécouverte de divers aspects de la culture populaire, dont les festivals, le folklore, les danses et les chants folkloriques. Cela s'est traduit par la publication des premiers recueils de musique traditionnelle : ceux, par exemple, de John Playford publiés sous le titre de The English Dancing Master (1651), les collections particulières de Samuel Pepys (1633–1703) ou les Roxburghe Ballads recueillies patiemment par le comte Robert Harley. Au XVIIIe siècle, ces recueils se multiplièrent : Wit and Mirth: or, Pills to Purge Melancholy de Thomas d'Urfey (1719–20) et les Reliques of Ancient English Poetry de l'évêque Thomas Percy (1765). Les derniers recueils de cette période comportaient même des paroles et à la fin du siècle, cela devint même la règle, comme on le voit dans The Bishopric Garland de Joseph Ritson (1792) pour le folklore du nord de l'Angleterre.
En Écosse, le premier recueil imprimé de musique profane fut celui de l'éditeur John Forbes d’Aberdeen en 1662 publié sous le titre de Songs and Fancies: to Thre, Foure, or Five Partes, both Apt for Voices and Viols. Comportant 27 chansons, dont 23 d'origine écossaise, son succès fut tel qu'il connut trois réimpressions en vingt ans. Au XVIIIe siècle parurent ainsi les Original Scotch Tunes de Playford (1700), le Music Book de Margaret Sinkler (1710), Choice Collection of Comic and Serious Scots Poems both Ancient and Modern de James Watson (1711), Orpheus caledonius: or, A collection of Scots songs du musicologue William Thomson (1733), The Caledonian Pocket Companion de James Oswald (1751), et les Ancient and modern Scottish songs, heroic ballads, etc.: collected from memory, tradition and ancient authors de David Herd (1776). Ces différents ouvrages ont fourni la matière de la somme musicale The Scots Musical Museum publiée en six volumes entre 1787 et 1803 par James Johnson et Robert Burns, qui comportait d'ailleurs de nouvelles paroles. Les Select Scottish Airs réunis par George Thomson et parus entre 1799 et 1818 comportaient des chansons de Burns et Walter Scott.
Avec la Révolution industrielle, le processus de stratification sociale s'intensifia : les thèmes des chansons se firent moins bucoliques et les recueils incluaient de plus en plus souvent des chansons d’ouvriers. Toutefois, la prise de conscience qu'un patrimoine musical campagnard était en train de s'effacer, suscita un nouvel élan dans la recherche de chansons folkloriques au cours des années 1830-1840, dont témoignent les  Christmas Carols Ancient and Modern de William B. Sandys (1833), A Collection of National English Airs de William Chappell  (1838), et les Ancient Poems, Ballads and Songs of the Peasantry of England de Robert Bell (1846).

## Le premier renouveau (1890–1920)

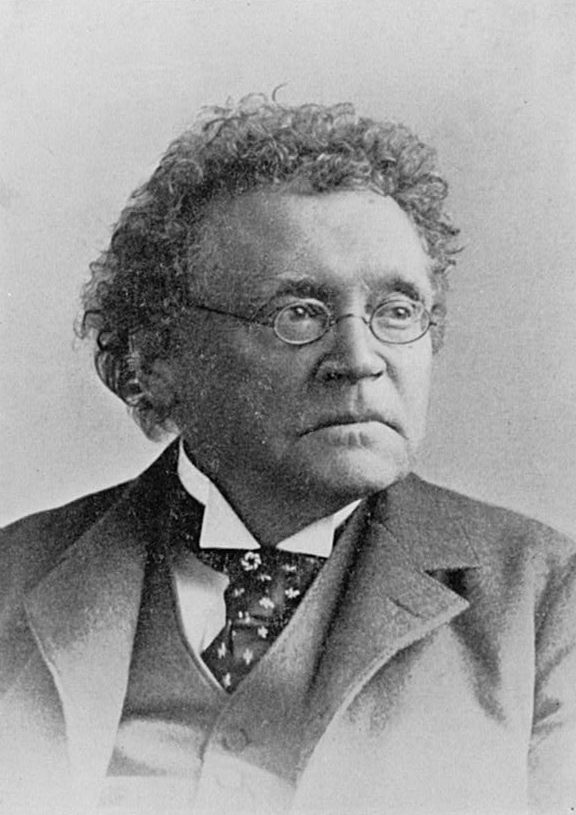
Francis James Child

Cette littérature conduisit, en conjonction, sans doute, avec une évolution du sentiment national britannique, à des recherches plus abouties et de caractère davantage académique sur le patrimoine musical rural, que l'on désigne comme le premier renouveau folk britannique.

### Sa vocation patrimoniale
Les travaux se sont concentrés sur la retranscription, puis plus tard l'enregistrement des chansons interprétées par des musiciens âgés. Au tournant du XXe siècle, l’œuvre d'un musicologue allemand expatrié, Carl Engel, catalysa ce travail. Dans un essai publié en 1879, il écrivit en effet qu'il lui semblait : 

« ...bien singulier que l'Angleterre ne dispose d'aucun recueil imprimé de ses chansons nationales, ni des airs sur lesquels ils sont chantés aujourd'hui ; alors que presque toutes les autres nations d'Europe possèdent plusieurs chansonniers complets de ce genre. »

— Carl Engel, The Literature of National Music
Il ajoutait que :

« ...plus d'un musicien anglais de Londres ou des grandes villes de provinces se taillerait un beau succès s'il passait l'automne dans quelque zone rurale du pays, à se mêler aux villageois et à écouter leurs chansons. »

— Carl Engel, The Literature of National Music.
L'influence d'Engel sur le renouveau folklorique est évidente eu égard au travail de terrain que les amateurs de musique anglais ont mené pour recenser dans les campagnes les airs anciens, ainsi qu'à l'hommage explicite que lui rend Cecil Sharp dans son essai English Folk-Song: Some Conclusions (1907, p.2).
Parmi les figures les plus influentes du premier renouveau, il y eut, outre Francis James Child de Harvard (1825–96), le Rvd. Sabine Baring-Gould (1834–1924), Frank Kidson (1855–1926), Lucy Broadwood (1858–1939) et Anne Gilchrist (1863–1954). Kidson et Broadwood sont les fondateurs de la Folk Song Society en 1898. Ils furent suivis en Angleterre de Cecil Sharp (1859–1924) et son assistante Maud Karpeles (1885–1976), des compositeurs Ralph Vaughan Williams (1872–1951), George Butterworth (1885–1916), et de l'Australien Percy Grainger (1882–1961). De tous leurs écrits, le recueil en huit tomes de Child : The English and Scottish Popular Ballads (1882–92) est le plus important en ce qu'il préfigure le répertoire des interprètes de la génération suivante ; quant au professeur de musique Cecil Sharp, il est celui qui a sans doute le mieux saisi l'essence du chant folklorique. Sharp rédigea ses Folk Songs from Somerset en 5 volumes à partir de 1904–9 et fonda l'English Folk Dance Society en 1911, ce qui montre tout l’intérêt qu'il prenait simultanément pour les danses. Ses conférences et ses publications font la promotion d'une tradition musicale d'inspiration rurale, de transmission essentiellement orale, et de nature communautaire. En Écosse, les principaux collectionneurs de chansons sont le Révérend James Duncan (1848–1917) et Gavin Greig (1856–1914), et au Pays de Galles, Nicholas Bennett (1823–99).

### Une question d'identité nationale
Le recueil de chants folkloriques n'était pas dépourvu de préoccupations nationalistes. Dans la droite ligne de l'esprit patriotique en pleine croissance jusqu'à la Première Guerre mondiale, le Board of Education décréta en 1906 l'enseignement obligatoire de chansons traditionnelles dans les écoles ; mais l'une des principales conséquences du renouveau folk aura été l'émergence d'une forme typiquement anglaise de musique classique, dite « nationale » ou « pastorale. » Sharp, parmi d'autres, se fit le chantre de la musique traditionnelle anglaise en réponse à un lieu commun du temps, selon lequel la musique anglaise n'avait fait, depuis la mort d'Henry Purcell, qu'imiter servilement les compositeurs et les styles musicaux du Continent, et qu'elle était pour cette raison dépourvue d'originalité. Ainsi, tout au long du XXe siècle, les essais britanniques d'histoire de la musique ont insisté sur le lien intime entre le renouveau folk et celui de la musique classique anglaise (cf. par exemple Frank Howes, The English Musical Renaissance, 1966). Quoi qu'il en soit, la quête d'une musique proprement anglaise a conduit plusieurs compositeurs comme Percy Grainger (dès 1905), Ralph Vaughan Williams (dès 1906) et George Butterworth à faire fond sur leur connaissance du répertoire traditionnel pour nourrir leurs compositions (Vaughan Williams sera d'ailleurs l'éditeur de l’Hymnaire anglais de 1906), et recycler des airs et poèmes anciens pour composer de nouveaux chants religieux. D'autres compositeurs, comme Gustav Holst (1874–1934) et Frederick Delius (1862–1934), ont composé de la musique intégrant des phrases musicales, cadences ou thèmes de la musique anglaise traditionnelle. Mais dès les années 1940, cette tendance particulière aux grands compositeurs marqua le pas, ce qui annonce rétrospectivement le rôle de nouvelles influences dans ce qui allait être le second renouveau folk.

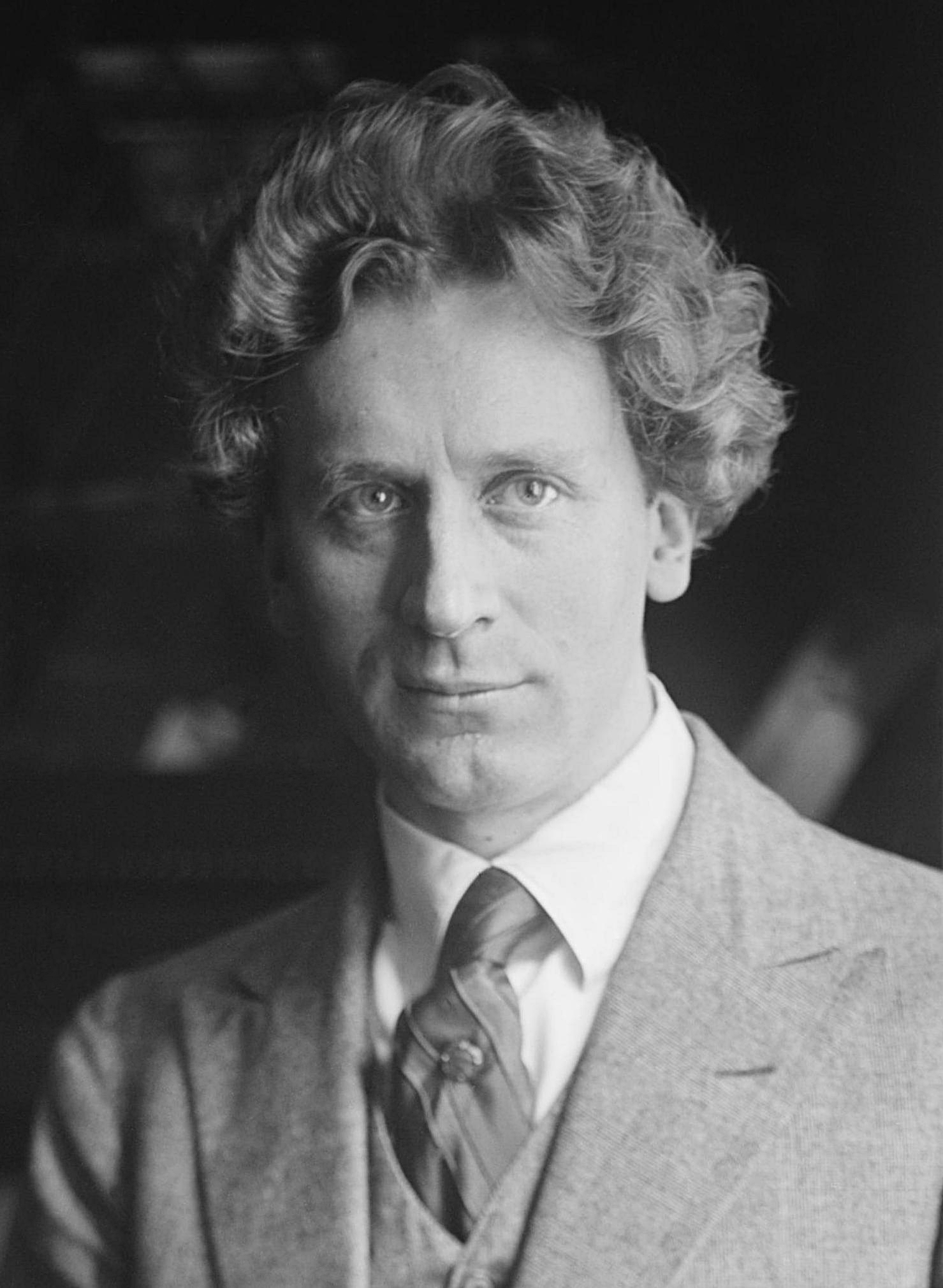
Percy Grainger.

On retrouve le même cheminement en Écosse à travers l’œuvre d'Alexander Mackenzie, qui a chanté son Écosse natale dans trois Scottish Rhapsodies pour orchestre (1880–81, 1911), et dans diverses œuvres concertantes pour piano ou violon et orchestre composées au long des années 1880 et 1890. De même, Pibroch (1889), les Border Ballads (1908) et la Solway Symphony (1911) de John McEwen incorporent des airs écossais traditionnels.

### Critiques
David Harker et d'autres auteurs ont reproché au renouveau folklorique d'avoir privilégié une image idéalisée du monde rural, d'avoir tenu à l'écart les musiques urbaines comme les chansons d'ouvriers ou les airs de music-hall, et enfin d’aseptiser les textes. Le travail de retranscription de chansons laissait d'ailleurs de côté la question à la fois ardue et importante des rapports entre l'oral et l'écrit ; la question se posait particulièrement pour les chansons vendues sur les marchés sous forme de prospectus (broadside ballads), qui sont tantôt des chansons connues, tantôt l'air de chansons disparues. Malgré l'exemple de Grainger à partir de 1905, l'usage des nouvelles techniques d'enregistrement électriques était encore timide dans la Grande-Bretagne de l'Entre-deux-guerres, alors qu'il devenait systématique aux États-Unis, où John Avery Lomax réalisa à partir de 1933 des enregistrements intégraux pour la Bibliothèque du Congrès. La transcription exclusivement écrite a sans doute entraîné la perte irrémédiable de subtilités dans l'interprétation, car elle intègre les préjugés plus ou moins conscients des auteurs de recueil, souvent de formation classique.

## Le second renouveau (1945–69)
Le recueil de chants folklorique se poursuivit après la Première Guerre mondiale, mais l'élan patriotique était nettement retombé et avec l'effacement des traditions, il y eut de moins en moins de chanteurs dans les provinces pour alimenter ces enquêtes. En 1932, la Folk-Song Society et l’English Folk Dance Society fusionnèrent au sein de l’English Folk Dance and Song Society (EFDSS). Au sortir de la Grande guerre, l'apparition de nouveaux supports de musique : phonographe puis cinéma parlant, ainsi que la vogue des comédies musicales, favorisèrent la production musicale américaine, dont le poids devint même prépondérant dans la culture populaire britannique, entraînant un déclin rapide de la musique traditionnelle. Le folklore musical britannique n'aurait sans doute plus aujourd'hui qu'un intérêt académique sans la seconde vague de renouveau folk, d'une orientation toute différente de la précédente.

### Son caractère social

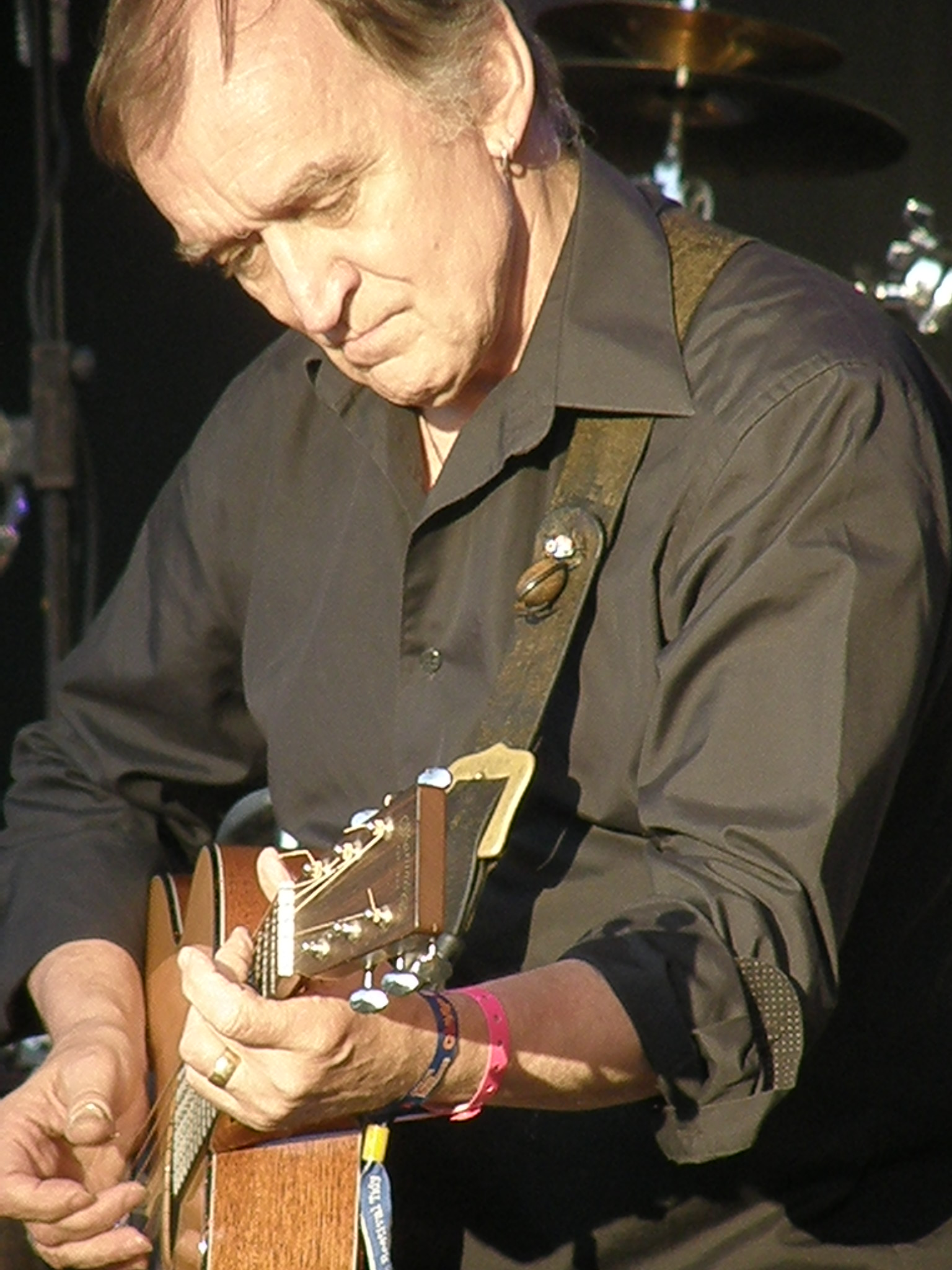
Martin Carthy se produisant avec le groupe The Imagined Village au Camp Bestival (20 juillet 2008).

À vrai dire, le second revival en Grande-Bretagne a connu le même cheminement qu'en Amérique, grâce au rôle de « passeur » de personnalités comme Alan Lomax, qui s'était réfugié en Grande-Bretagne sous l'ère du McCarthisme et qui travaillait en Angleterre et en Écosse. Contrairement au premier renouveau, qui se concentrait sur l'étude de la musique traditionnelle, la seconde vague s'inscrit plutôt dans la genèse d'une musique folk aux thèmes franchement contemporains : exode rural, déclassement social, fascination-répulsion du machinisme et nostalgie du passé. Tout comme le renouveau américain, il était ouvertement d'extrême-gauche, et ses chefs de file : Ewan MacColl de Salford, et A. L. Lloyd, étaient tous deux engagés dans le syndicalisme et l'action sociale. En Écosse, les chefs de file sont Hamish Henderson et Calum McLean, qui fit connaître plusieurs chansons et permit à Jeannie Robertson, John Strachan, Flora MacNeil et Jimmy MacBeath de se produire sur scène. Au Pays de Galles, les principaux représentants sont Dafydd Iwan, fondateur du label Sain en 1969.
Le second renouveau folk a pris appui sur les recueils de musique traditionnels compilés aux XVIIIe et XIXe siècle. MacColl a ainsi enregistré la plupart des  Child Ballads et Lloyd a rejoint le conseil de l'EFDSS. Cette association a parrainé l'émission  As I Roved Out de la BBC Home Service, qui a diffusé les enregistrements historiques de Peter Kennedy et Seamus Ennis réalisés entre 1952 et 1958 : cette émission a sans doute, plus que toute autre chose, contribué à faire connaître ces musiques traditionnelles au grand public.
Cela dit, le second renouveau folk se distingue a plusieurs égards du renouveau folk du XIXe siècle. Contrairement à l'intérêt exclusif de Sharp pour le folklore rural, les acteurs du second renouveau, et en premier lieu Lloyd, se sont tournés vers les chants de travail du XIXe siècle, des chants de marins aux chansons d'ouvriers : il faut citer à cet égard l'album The Iron Muse (1963). Ils étaient aussi moins timorés dans la reprise des aspects « moralement licencieux » du folklore traditionnel : Lloyd a consacré tout un album aux chansons érotiques, The Bird in the Bush (1966).

### Une spécificité britannique: les clubs de musique folk
On a attribué le regain de succès de la musique folk à la vogue éphémère du skiffle anglais des années 1956–8, lancée avec le tube de Lonnie Donegan, Rock Island Line (1956). Cette vogue prospéra sur la culture jeune des cafés, où des groupes de skiffle se produisaient devant un public d'adolescents, accompagnés de guitare acoustique ou d'instruments de percussion improvisés empruntés au cafetier : planches à laver ou cageots vides. Outre de futurs artistes de jazz, de blues, de pop et de rock, la mode du skiffle a également lancé plusieurs chanteurs de folk, tels Martin Carthy et John Renbourn. Elle les a familiarisés avec la musique folk américaine, tout en permettant à la musique folk britannique de profiter des clubs où la musique folk américaine était florissante : cela entre pour une bonne part dans la genèse du second renouveau folk britannique. Le phénomène est parti de Londres, où MacColl inaugura le Ballads and Blues Club en 1953. Si ces clubs se tenaient généralement en ville, les chansons qu'on y interprétait renvoyaient souvent à un passé rural, pré-industriel : c'était, en somme, le retour à une musique populaire jusque-là dédaignée de la classe moyenne. Au milieu des années 1960, on comptait plus de 300 clubs de musique folk en Grande-Bretagne, qui étaient autant de tribunes pour les chanteurs de musique traditionnelle et les adeptes de guitare acoustique ; quelques-uns parvenaient même à gagner modestement leur vie en se produisant devant un public peu nombreux mais passionné. Certain clubs se spécialisaient sur un type de musique  ou une palette d'artistes favoris : les genres affichés allaient de the rural idyll à anything which entertains en passant par stick to your own culture, c'est-à-dire en clair : « si tu es anglais, ne copie pas le genre américain. »  Des artistes comme Ewan MacColl ou Peggy Seeger renoncèrent désormais à se confiner au chansons traditionnelles, rurales ou ouvrières, pour dénoncer des abus politiques dans certaines de leurs chansons ; d'autres, au contraire, comme The Copper Family, The Watersons, le Ian Campbell Folk Group, Shirley Collins et Martin Carthy préservaient l'héritage de la musique traditionnelle anglaise ou écossaise, avec Alex Campbell, Jean Redpath, Hamish Imlach, Dick Gaughan ou les groupes The Gaugers et The Corries.

### Le labelTopic records
La création en 1939 du label Topic records par la Workers' Music Association a fortement contribué à diffuser la musique folk. Vers 1950, Ewan MacColl et A. L. Lloyd y produisirent plusieurs disques de musique traditionnelle. En 1960, le label devint independant, et le succès de The Iron Muse (1963) acheva de lui assurer un capital stable. Dans les années 1970, Topic records permit l'émergence d'artistes comme Nic Jones, Dick Gaughan, Battlefield Band, où des vedettes de la scène folk comme Martin Carthy. Depuis les années 1980, ces enregistrements ont été reproduits sur CD. À la fin des années 1990, Topic records a renoué avec la croissance grâce au succès d'une nouvelle génération de chanteurs comme Eliza Carthy.

### Critiques
Le second renouveau a été critiqué pour ses infidélités aux parlers ruraux, aux rythmes traditionnels, enfin pour son manque d'authenticité. The Critics Group a par exemple reproché à MacColl, Seeger et leurs continuateurs de propager une vision angélique de la classe ouvrière, et une idéalisation des sociabilités urbaines. Comme la plupart des clubs de folk se tenaient dans les villes, ils étaient fréquentés par un mélange de salariés de la ville, de musiciens professionnels, d'étudiants et d'enseignant, de militants syndicaux et de curieux de tout poil. Il n'y avait donc pas de paysans ; d'un autre côté, iln'y avait certainement pas non plus de cadres, de chefs d'entreprise ni de rentiers. Malgré ces limitations, et une faible audience, la musique folklorique britannique a pu ainsi demeurer vivante.

## Postérité

### Le folk progressif

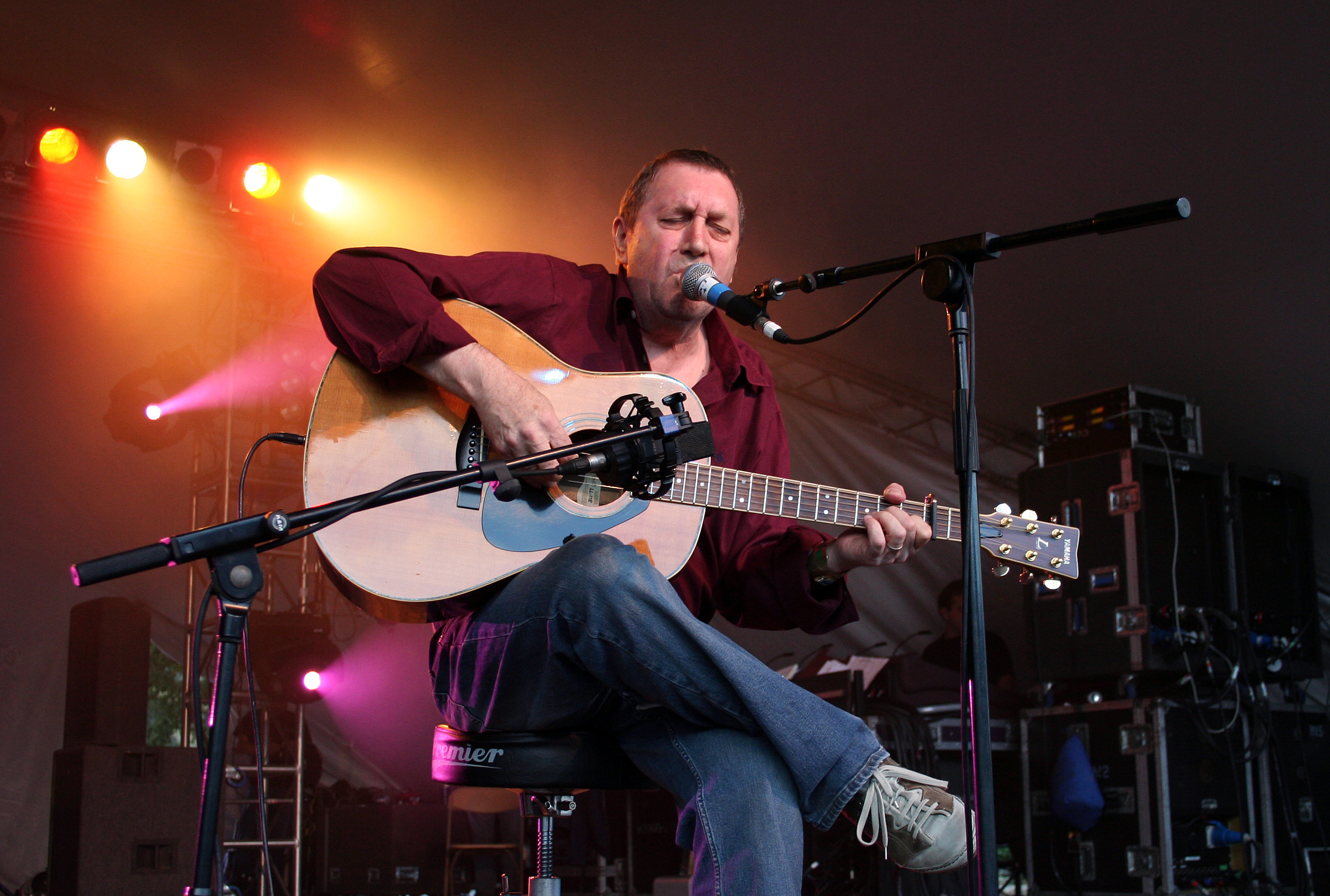
Bert Jansch (2008).

Le mélange de divers styles de musique américaine et de folk britannique a également suscité l'émergence d'une forme originale de guitare fingerstyle dite folk baroque, inaugurée par Davy Graham, Martin Carthy, John Renbourn et Bert Jansch. Elle est en partie à l'origine du folk « progressif », tentative d'élever la musique folk au rang d'art par leur virtuosité et des arrangements particulièrement soignés. Plusieurs artistes de folk progressif, comme Jansch et Renbourn, préservaient des éléments traditionnels dans leur musique : avec Jacqui McShee, Danny Thompson et Terry Cox, ils formèrent le groupe Pentangle en 1967. D’autres totally se détournèrent entièrement de la musique traditionnelle : ainsi Donovan (qui a été principalement influencé par des musiciens folk américains comme Bob Dylan) ou l'Incredible String Band, qui à partir de 1967 a incorporé à ses compositions une multitude de styles, allant de la musique médiévale à la musique orientale. Certains d'entre eux, et en particulier the Incredible String Band, se sont lancés dans un folk psychédélique et ont exercé un impact considérable sur le rock progressif et le rock psychédélique.
Le folk progressif britannique a connu une vogue éphémère entre la fin des années 1960 et le début des années 1970, avec des groupes comme Third Ear Band ou Quintessence, inspirés par la musique  carnatique, et des groupes d'inspiration plus abstraite comme Comus, Dando Shaft, The Trees, Spirogyra, Forest et Jan Dukes De Grey, mais tous n'eurent qu'un succès d'estime et dès 1973, la plupart d'entre eux s'étaient soit dissous, soit tournés vers d'autres formes d'expression musicale. Les plus fortes personnalités dans le genre furent des artistes de la trempe de Nick Drake, Tim Buckley ou John Martyn ; toutefois, ces trois musiciens peuvent tout aussi bien être considérés comme les premiers véritables auteurs-compositeurs-interprètes britanniques. Le plus populaire d'entre eux fut Ralph McTell, dont le tube Streets of London s'est classé à la fois no 2 au UK Singles Chart et no 1 au hit-parade irlandais en 1974. Sa musique, si elle est d'inspiration nettement folk, est mâtinée d'autres genres et s'appuie surtout sur sa propre virtuosité.

### Le folk rock britannique

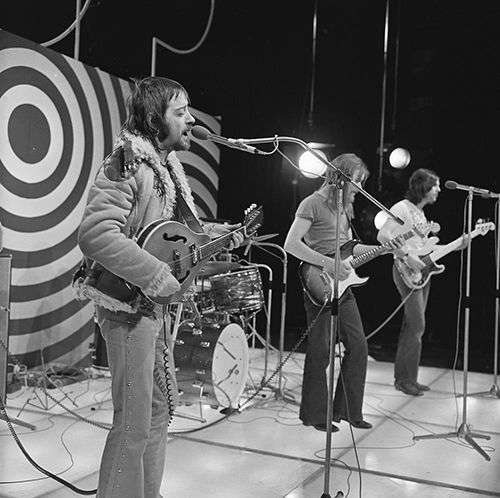
Fairport Convention lors d'une émission télévisée aux Pays-Bas (1972).

Le folk rock s'est épanoui en Grande-Bretagne à partir du milieu des années 1960 grâce à des groupes comme Fairport Convention et Pentangle, inspirés à la fois par le renouveau folk anglais et le folk rock américain. Il combine airs de musique traditionnelle et rythmes de rock, instruments de musique rustiques, guitares électriques et instruments électroacoustiques. Il a connu son zénith dans les années 1970 avec les groupes Jethro Tull, Gentle Giant, Pentangle, Steeleye Span et Albion Band. Apprécié et repris dans les Îles Britanniques (avec le groupe irlandais Horslips) et dans les autres régions de culture celtique d'Europe, notamment en Bretagne, avec l’œuvre pionnière d'Alan Stivell ou de Malicorne, il a donné naissance au rock celtique et à ses différentes branches. Son influence s'est étendue à tout le monde occidental, notamment les États-Unis et le Canada, et il a donné naissance au sous-genre du rock médiéval et à ces métissages que représentent le folk punk et le folk metal. Depuis les années 1980, sa popularité était en net déclin, mais dans les années 1990, il a retrouvé sa place comme branche du folk.

### Résurrection de la musique traditionnelle britannique (depuis 1990)
Si, en Écosse, la tournée des ceilidhs et des festivals a conservé sa popularité à la musique traditionnelle, depuis les années 1970, le public de ce genre de concerts se faisait rare en Angleterre, et le nombre des clubs de folk diminuait, sans doute à cause de l'apparition de nouvelles modes musicales plus en phase avec les aspirations de la société : punk rock, new wave et musique électronique. Malgré le succès intact de certains groupes, comme Martin Carthy et les Watersons, il n'y avait plus de nouveaux interprètes de musique traditionnelle dans les années 1980. La situation ne se retourna qu'avec l'arrivée d'une nouvelle génération, souvent liée familialement à des acteurs du renouveau folk des années 1960. Le succès de chanteurs comme Kate Rusby, Nancy Kerr, Kathryn Tickell, Spiers and Boden, Seth Lakeman, Eliza Carthy, Runrig et Capercaillie, tous amateurs de timbres d'instruments traditionnels, a donné une nouvelle vigueur au patrimoine musical rural dans les années 1990. Ce regain de popularité a été couronné par la création, en 2000, des BBC Radio 2 Folk Awards, qui marquent la reconnaissance du statut de la musique foklorique en Grande-Bretagne.

## Voir également
- Musique traditionnelle
- Renouveau de la musique folk aux États-Unis
- Musique irlandaise
- Musique écossaise